# Aimpoint AB
Aimpoint AB — шведская компания, занимающаяся разработкой и производством оптических и оптоэлектронных прицелов гражданского, спортивного, военного и полицейского назначения. Была основана в 1974 году, в шведском городе Мальмё. В 1975 году представила на рынке свой первый коммерческий продукт. В 1997 году получила свой первый многолетний контракт от американской армии на производство прицелов Aimpoint CompM2 в соответствии с условиями которого было поставлено около 200 тысяч прицелов, а затем, в 2004 году было произведено ещё около 70 тысяч. В настоящее время в мире используется более миллиона прицелов компании Aimpoint из которых примерно половина — в военных целях. Производственные мощности компании позволяют производить 25—35 тысяч прицелов в месяц.

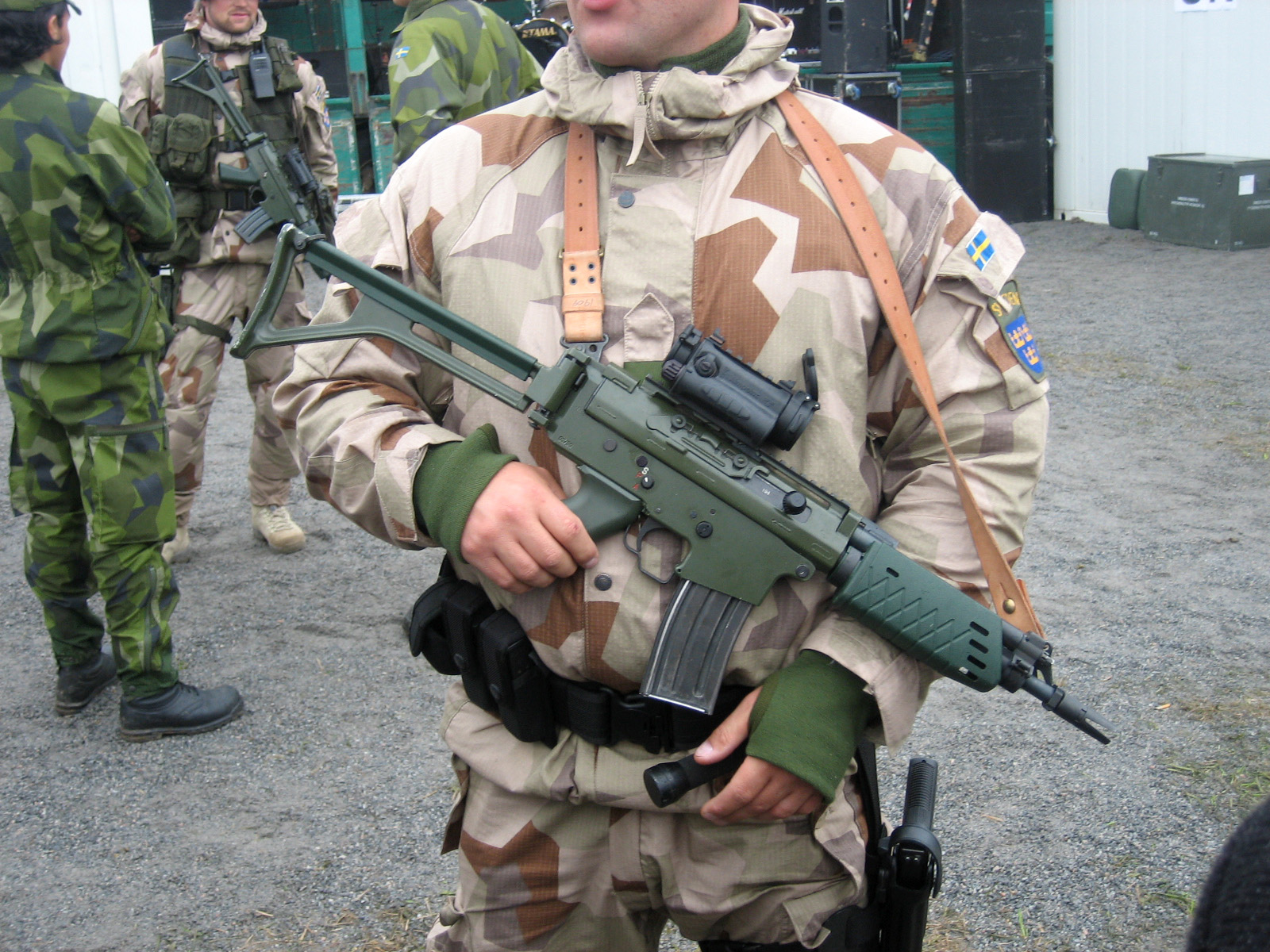
Штурмовая винтовка Ak5D с прицелом Aimpoint

## Продукция

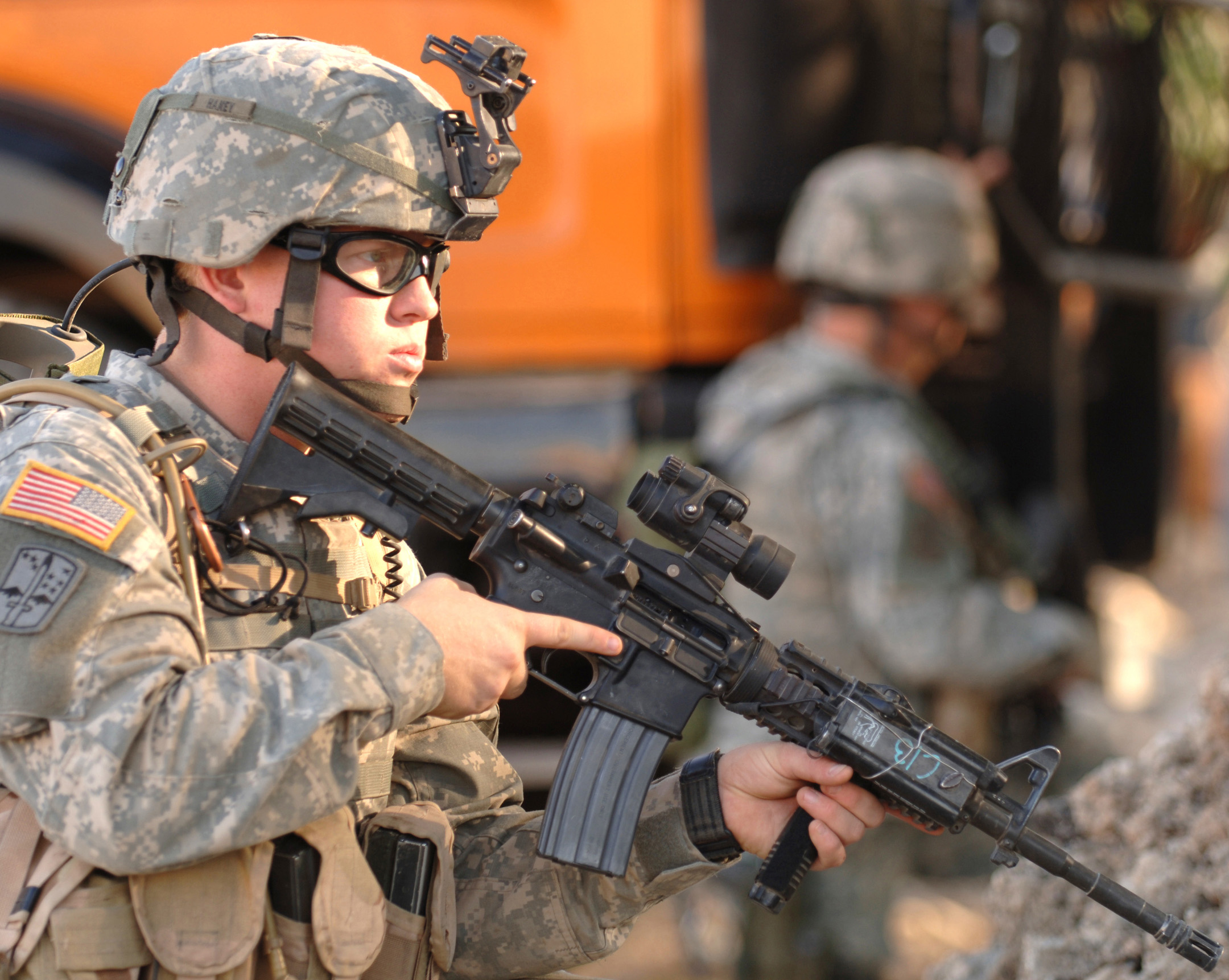
Военнослужащий ВС США с карабином M4 на котором установлен прицел Aimpoint CompM2

Компания предлагает широкий выбор оптических и коллиматорных прицелов для охотников, стрелков-спортсменов, военных и полицейских организаций. Значительная часть продуктов предусматривает своё применение в темное время суток совместно с приборами ночного видения. В последние годы некоторые модели разрабатываются с учетом опыта, полученного в боевых действиях Коалиционных сил в Афганистане, например модель «Micro IT», которая весит всего 105 грамм.
Вся продукция проходит проверку на качество в жестких условиях приполярных областей, рабочий диапазон температур составляет -30 °C — +60 °C, конструкция всех моделей (за исключением сверхкомпактных) подвергается тестам с погружением в воду на глубину не менее 45 м. В дополнение к этому продукция военного назначения должна выдерживать падение с метровой высоты без нарушения положения средней точки прицеливания. Компания «Aimpoint AB» утверждает, что только оптика её производства полностью исключают влияние параллакса на точность огня.
Помимо оптики компания производит широкий спектр аксессуаров и вспомогательного оснащения к оружию и прицелам.

## Известные разработки
- Aimpoint CompM2 — стрелковый прицел, принятый на вооружение в армии США под обозначением M68 CCO (Close Combat Optic).